# Renée Frachon
Renée Frachon (* 11. Juli 1881 in Paris als Renée Toussaint; † 24. Juli 1983 in Sanary-sur-Mer) war eine französische Dichterin und Mäzenin. Sie inspirierte den Bildhauer Constantin Brâncuși zu einem seiner bekanntesten Werke, La Muse endormie (Die schlafende Muse).

## Leben
Renée Toussaint ist die Tochter von René Maizeroy (Pseudonym von Baron René-Jean Toussaint). Sie verbrachte ihre Kindheit in Versailles und im Languedoc und reiste schon in jungen Jahren nach Indien und China.
Im Jahr 1903 heiratete Renée Toussaint im Alter von 22 Jahren den Anwalt Baron Alfred Frachon. Sie lebte zwischen Paris, Agay, Marrakesch, Tanger, dem Iran (wo sie sich sechs Jahre lang aufhielt, da ihr Mann dort unterrichtete) und Martinique. Sie veröffentlichte ab 1921 Gedichtbände im Mercure de France und einen Roman, Le chemin qui ne va nulle part. Sie umrundete die Welt mit ihrem Mann und später allein. Nach ihrer Rückkehr nach Paris richtete sie einen Teesalon ein, in dem sie die literarischen und künstlerischen Persönlichkeiten der französischen Hauptstadt empfing. 1906 wurde ihr der rumänische Bildhauer Constantin Brâncuși vorgestellt. Sie gab bei ihm ein Porträt in Auftrag, das er ab 1909 anzufertigen begann. Er fertigte mehrere Exemplare der aus den Posen resultierenden Skulptur aus Ton, Marmor und Bronze mit dem Titel La Muse endormie an. Die Baronin Renée Frachon bewahrte eines der Exemplare dieser Skulptur aus vergoldeter Bronze auf.
Ein weiteres Exemplar aus Bronze wurde 2017 in New York für 75,3 Millionen Pfund versteigert. Das Exemplar, das die Baronin besaß, schenkte sie 1963 dem Musée National d’Art Moderne, das zum Centre Georges-Pompidou gehört.